# Rebel Girl
"Rebel Girl" – piosenka amerykańskiego zespołu punkowego Bikini Kill. Utwór został wydany w 1993 w trzech różnych formatach - jako część EP Yeah Yeah Yeah Yeah, część albumu Pussy Whipped i jako singel na płycie siedmiocalowej. Na wersji singlowej pojawia się Joan Jett, która gra na gitarze i użycza wokalu w refrenie piosenki, oraz jest producentem singla. Utwór jest przykładem typowej piosenki riot grrrl i emblematem tego ruchu z lat 90. XX wieku. 

## Kompozycja
"Rebel Girl" jest jedną z najwcześniej napisanych piosenek Bikini Kill, oraz była wykonywana na koncertach już w 1991. Za autorów uznaje się wszystkich czterech członków zespołu. Tekst utworu został zainspirowany m.in. przez feministyczną artystką Julianą Luecking. Kathleen Hanna podkreśliła jednak, że do napisania tekstu tak naprawdę zainspirowała ją grupa przyjaciółek, a Luecking była wtedy jej mentorką. "[...] Zaczęliśmy tworzyć tę grupę, która później stała się riot grrrl, i była to grupa dziewcząt rozmawiających o zakładaniu zespołów i zinach oraz o tym, jak możemy być feministami na scenie, w tym przysłużyć się innym grupom, które nie były bezpośrednio, wiesz, feministkami przez duże F".
Tekst utworu porusza niespotykaną w głównym nurcie muzycznym tematykę i niejako odwraca się od tradycyjnych heteroseksualnych tekstów muzyki pop. Według jednej z interpretacji podmiotem lirycznym jest lesbijka, która śpiewa "szczery hołd w formie piosenki miłosnej dla innej dziewczyny". W szerszym kontekście tekst postrzega się jako odę do feministycznej solidarności. Jest to do tej pory najbardziej rozpoznawalna piosenka Bikini Kill, ale jest również kojarzona z radykalno-feministycznym ruchem riot grrrl. Od początku istnienia zespół był silnie powiązany z tym nurtem i, o wiele bardziej niż jakakolwiek piosenka, "Rebel Girl" jest najbardziej znaną kompozycją ruchu, a nawet okrzykniętą jego hymnem.
Kathleen Hanna w ten sposób wypowiedziała się na temat tekstu piosenki: "Chodzi mi o to, że to było jak całe moje szaleństwo w latach 90. Wszyscy rozmawialiśmy o tym, że nie jesteśmy binarni i nie mamy ani jednego narratora, i tego rodzaju postmodernistyczne rzeczy. Tak więc, oczywiście, naprawdę wpłynęła na mnie idea, że tożsamość jest płynna. [Ale] to także dzieciństwo, to seksowne uczucie podkochiwania się w kimś, kiedy tak naprawdę nie rozumiesz, co się dzieje... Zawsze lubiłam starsze, wredne dziewczyny z sąsiedztwa, które mnie ignorowały. Chciałem być nimi, być takie jak one, lub świrować z nimi - tak naprawdę nie wiedziałam [co]".